# Dan Castellaneta
Dan Castellaneta (* 29. října 1957 Chicago) je americký filmový a televizní herec, dabér, komik a scenárista. Je známý především jako hlas Homera Simpsona v animovaném seriálu Simpsonovi. Namlouvá rovněž další postavy, jako jsou Abraham Simpson, Barney Gumble, Šáša Krusty, Mel, školník Willie, starosta Quimby či Hans Krtkovic. Castellaneta je také známý jako hlas dědečka v seriálu Arnoldovy patálie společnosti Nickelodeon a měl hlasové role v několika dalších pořadech, jako jsou Futurama či Taz-mánie.
V roce 1999 se objevil ve vánočním speciálu Olive, the Other Reindeer a za ztvárnění pošťáka získal cenu Annie. Castellaneta vydal komediální album I Am Not Homer a napsal a hrál ve one-man show s názvem Where Did Vincent van Gogh?

## Raný život
Daniel Louis Castellaneta se narodil 29. října 1957 v nemocnici Roseland Community Hospital v jižní části Chicaga a vyrůstal v River Forestu a Oak Parku ve státě Illinois. Je italského původu, narodil se Elsie (rozené Lagorio; 1926–2008) a Louisi Castellanetovi (1915–2014), amatérskému herci, který pracoval pro tiskařskou společnost.
Castellaneta se v mládí zdokonalil v imitaci a jeho matka ho v 16 letech přihlásila do hereckého kurzu. Poslouchal otcovy komediální nahrávky a napodoboval umělce. Obdivoval díla mnoha umělců, včetně Alana Arkina a Barbary Harrisové a režisérů Mikea Nicholse a Elaine Mayové. Navštěvoval střední školu Oak Park and River Forest High School a po maturitě začal na podzim roku 1975 studovat na Northern Illinois University.
Castellaneta studoval výtvarnou výchovu s cílem stát se učitelem výtvarné výchovy. Stal se studentem učitelství a bavil své studenty svými impresemi. Castellaneta se pravidelně účastnil školní rozhlasové show The Ron Petke and His Dead Uncle Show. Pořad pomohl Castellanetovi zdokonalit se v dabingu. Vzpomínal: „Dělali jsme parodie a skeče, u nichž se člověk naučil přepínat hlasy. Začal jsem pracovat jako dabér. Pořad byl sotva slyšet, ale nám to bylo jedno. Šlo o to, že jsme dostali šanci to dělat a napsat si vlastní materiál.“. Absolvoval kurz psaní her a zúčastnil se konkurzu na improvizační show. Spolužáci si nejprve mysleli, že Castellaneta „při improvizaci padne na hubu“, ale brzy „chrlil materiál rychleji, než ho (oni) dokázali zpracovat“.

## Kariéra

### Raná kariéra
Castellaneta začal hrát po ukončení studia na Northern Illinois University v roce 1979. Rozhodl se, že pokud jeho kariéra nikam nepovede, bude mít ještě šanci zkusit něco jiného. Začal navštěvovat kurzy improvizace, kde se seznámil se svou budoucí ženou Deb Lacustovou. V roce 1983 začal pracovat v chicagském improvizačním divadle The Second City, kde působil až do roku 1987, a v tomto období se svou ženou pracoval jako dabér pro různé rozhlasové stanice.
Zúčastnil se konkurzu na roli v The Tracey Ullman Show a jeho první setkání Tracey Ullmanovou a ostatní producenty příliš neoslovilo. Ullmanová se rozhodla letět do Chicaga, aby se na Castellanetu podívala. Jeho představení toho večera bylo o slepci, který se snaží stát komikem, a Ullmanová později vzpomínala, že ačkoli toho večera byly i zářivější výkony, Castellaneta ji rozplakal. Ullmanová byla ohromena a Castellaneta byl najat.

### Simpsonovi
Castellaneta se nejvíce proslavil rolí Homera Simpsona v americkém animovaném seriálu Simpsonovi. Součástí The Tracey Ullman Show byly i skeče Simpsonových, pro něž byly potřeba hlasy, a tak se producenti rozhodli požádat Castellanetu a jeho kolegyni Julie Kavnerovou, aby namluvili Homera, respektive Marge Simpsonovou, místo toho, aby najali další dabéry. Homerův hlas začal jako volná imitace Waltera Matthaua, ale Castellaneta nedokázal „získat za tím hlasem dostatečnou sílu“ a nedokázal svou Matthauovu imitaci udržet po dobu devíti- až desetihodinového nahrávání.
Snažil se najít něco jednoduššího, a tak hlas „shodil“ a během druhé a třetí řady půlhodinového pořadu ho rozvinul do univerzálnějšího a humornějšího hlasu. Castellanetův normální mluvený hlas není Homerovi nijak podobný. Aby předvedl Homerův hlas, Castellaneta sklonil bradu k hrudi a „nechal své IQ jít“.
Castellaneta se při nahrávání rád drží své postavy a snaží se v mysli vizualizovat scénu, aby jí mohl propůjčit správný hlas. Navzdory Homerově slávě Castellaneta tvrdí, že ho na veřejnosti pozná jen málokdo, „snad kromě nějakého zarytého fanouška“.
Castellaneta také namluvil řadu dalších postav, například dědu Simpsona, Barneyho Gumblea, Šášu Krustyho, školníka Willieho, starostu Quimbyho, Hanse Krtkovice, Mela, Itchyho, Kodos, Arnieho Pye, Jeremyho Freedmana a Gila Gundersona. Krustyho hlas je založen na hlase Boba Bella z chicagské televize, který měl velmi chraplavý hlas a v letech 1960–1984 ztvárňoval klauna Bozo z televize WGN-TV. Během prvních nahrávacích sezení nahrával pro každou epizodu novou verzi Barneyho hlasitého charakteristického říhnutí, ale zjistil, že pro něj není snadné říhnout pokaždé, když to scénář vyžaduje. Castellaneta vybral nahrávku, která byla podle něj jeho nejlepším říháním, a řekl producentům, aby z ní udělali standard.
Školník Willie se poprvé objevil v dílu 2. řady Láska klíčí i v ředitelně. Postava byla napsána jako naštvaný školník a Castellaneta byl pověřen přednesem hlasu. Nevěděl, jaký hlas má použít, a Sam Simon, jenž v té době režíroval, mu navrhl, aby použil přízvuk. Castellaneta nejprve zkusil použít hispánský hlas, což Simonovi připadalo příliš klišovité. Poté zkusil „velkého hloupého Švéda“, což bylo také odmítnuto. Při třetím pokusu použil hlas nevrlého Skota, který byl shledán dostatečně vhodným a byl v epizodě použit. Hlas byl částečně založen na Angusi Crockovi, kuchaři v kiltu ze skečové komediální show Second City Television, kterého ztvárnil Dave Thomas.
Starosta Quimby, který se poprvé objevil v dílu Bart propadá, je parodií na různé členy rodiny Kennedyů. Scénář epizody nevyžadoval, aby byl Quimby jejich parodií, a Castellaneta improvizoval přízvuk. Hlas Mela je Castellanetova imitace Kelseyho Grammera, hlasu Leváka Boba. Nešťastný Gil Gunderson je parodií herce Jacka Lemmona, který ztvárnil Shelleyho Leveneho ve filmové adaptaci hry Glengarry Glen Ross z roku 1992. Showrunner Mike Scully si myslel, že Gil bude „jednorázová záležitost“, ale „Dan Castellaneta byl při čtení u stolu tak zábavný, že jsme si v dalších epizodách vymýšleli výmluvy, proč ho tam dát“. Hlas modrovlasého právníka, stejně jako jeho chování, je založen na právníkovi Royi Cohnovi.
Castellaneta získal za namluvení Homera několik ocenění, včetně čtyř cen Primetime Emmy za vynikající hlasový projev v dílech Simpsonových – v roce 1992 za Cenu lásky, v roce 1993 za Pana Pluhaře, v roce 2004 za namluvení několika postav v Krustyho zkoušce z dospělosti a v roce 2009 za namluvení Homera v dílu Táta to ví nejhůř.
V roce 1993 byla Castellanetovi udělena zvláštní cena Annie za vynikající individuální úspěch v oblasti animace za namlouvání Homera v seriálu Simpsonovi.

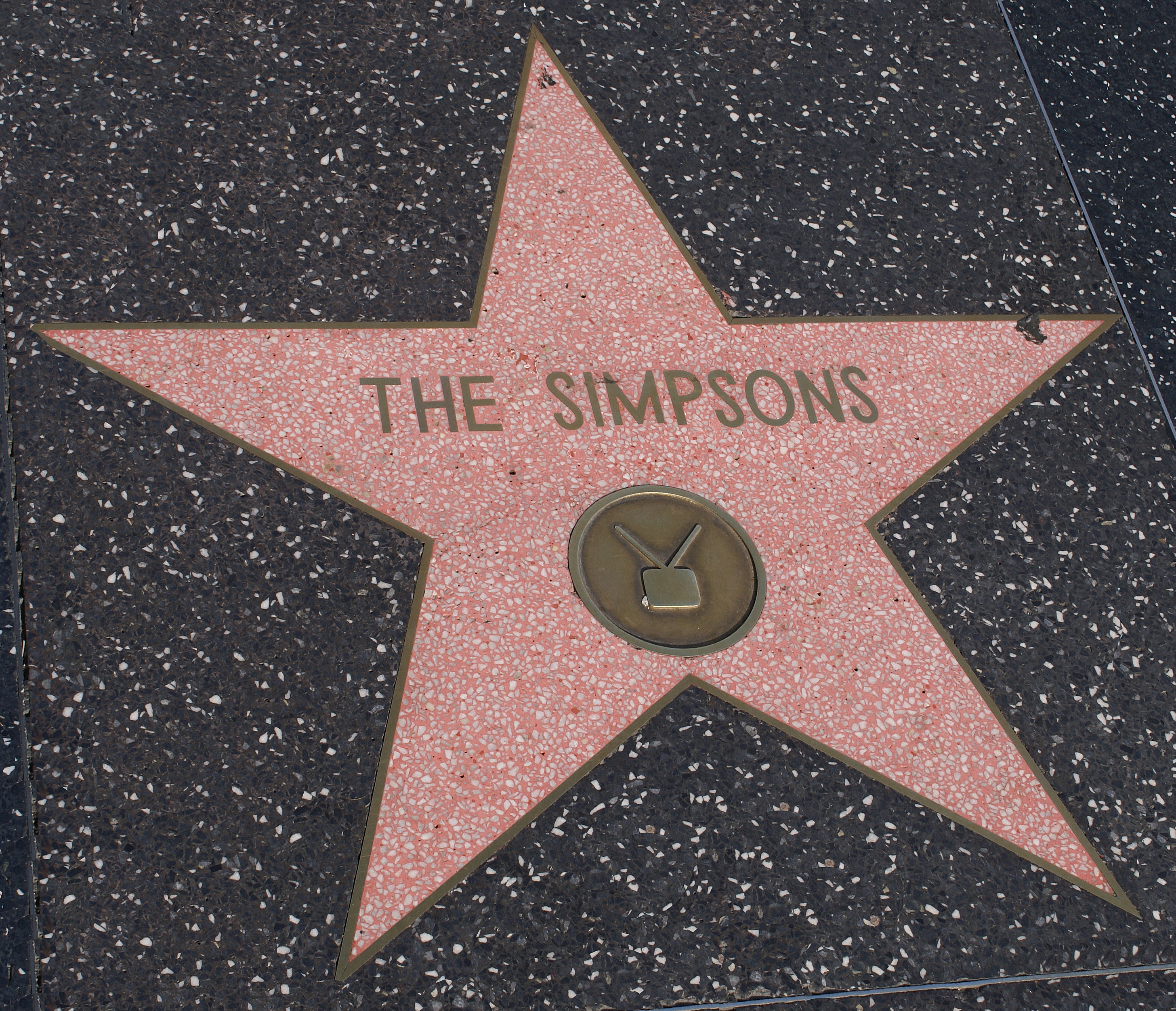
V roce 2000 získala rodina Simpsonových hvězdu na Hollywoodském chodníku slávy

V roce 2004 získali Castellaneta a Julie Kavnerová (hlas Marge) cenu Young Artist Award za nejoblíbenější rodiče v televizním seriálu. Homer se v roce 2002 umístil na druhém místě v žebříčku 50 nejlepších kreslených postaviček časopisu TV Guide a v roce 2000 byla Homerovi a zbytku rodiny Simpsonových udělena hvězda na Hollywoodském chodníku slávy, který se nachází na adrese 7021 Hollywood Boulevard.
Až do roku 1998 dostával Castellaneta 30 000 dolarů za epizodu. Během sporu o plat v roce 1998 společnost Fox pohrozila, že nahradí šest hlavních dabérů novými herci, a zašla tak daleko, že připravila casting nových hlasů. Spor byl brzy vyřešen a dostával 125 000 dolarů za epizodu až do roku 2004, kdy dabéři požadovali, aby jim bylo vypláceno 360 000 dolarů za díl. Problém byl vyřešen o měsíc později a Castellaneta vydělával 250 000 dolarů za epizodu.
Po opětovném vyjednávání o platech v roce 2008 dostávali dabéři přibližně 400 000 dolarů za epizodu. O tři roky později, když společnost Fox hrozila zrušením seriálu, pokud nebudou sníženy výrobní náklady, Castellaneta a ostatní dabéři přijali snížení platu o 25 %, tedy na více než 300 000 dolarů za díl.
Na začátku 90. let napsali Castellaneta a Deb Lacustová scénář k epizodě, ve které Barney vystřízliví. Svůj nápad předložili showrunnerovi pořadu Al Jeanovi. Jeanovi se příběh líbil, ale odmítl ho, protože se mu zdál příliš podobný epizodě Homer na suchu, na které už scenáristé pracovali. Počkali několik let a nabídli svůj scénář, který aktualizovali, tehdejšímu showrunnerovi seriálu Mikeu Scullymu, kterému se líbil a nechal je udělat několik změn. Z jejich scénáře se stala epizoda 11. řady Čas vína a bědování, jež se poprvé vysílala 9. dubna 2000. Castellaneta a jeho žena napsali také díly Na pranýři, Hádej, kdo přijde na večeři, Salam Banghalore a Předvánoční hádky. V roce 2007 byli za epizodu Salam Banghalore nominováni na Cenu Sdružení amerických scenáristů. Castellaneta je také uveden jako konzultantský producent.

### Další kariéra
Castellaneta se pravidelně objevuje v několika dalších televizních seriálech. V roce 1991 hrál Warrena Morrise v krátce vysílaném sitcomu Sibs na stanici ABC. Heide Perlman, tvůrce sitcomu, napsal tuto roli přímo pro Castellanetu.
Hlas propůjčil Saturninovi v seriálu Saturninova dobrodružství, Megavoltovi ve filmu Detektiv Duck, „doktorovi“ Emmettu Brownovi v seriálu Návrat do budoucnosti, hlavní postavě v seriálu Earthworm Jim a několika postavám, včetně dědy Phila a Jollyho Olly Mana, psychicky labilního řidiče zmrzlinářského vozu, v seriálu Hey Arnold! od Nickelodeonu. Hostoval jako robot Ďábel v pěti epizodách seriálu Futurama a také ve filmu Futurama: Milion a jedno chapadlo.
Castellaneta se také objevil jako host v řadě epizod televizních seriálů. V roce 1992 hostoval v epizodě právnického dramatu L.A. Law jako postava Homera Simpsona, s nímž se setkává v kalifornském zábavním parku a který je propuštěn za nevhodné chování v kostýmu. V roce 1996 hostoval jako správce zoo v dílu Joeyho ctitelka v seriálu Přátelé. V roce 2005 se objevil v epizodě Sword of Destiny v seriálu Arrested Development jako doktor Stein, neschopný lékař.
V roce 2005 se Castellaneta objevil jako Joe Spencer v epizodě Občan Joe z 8. řady seriálu Hvězdná brána. Dále se objevil v epizodách seriálů Alf, Raymonda má každý rád, Jak jsem poznal vaši matku, Ženatý se závazky, Ano, drahoušku či Zoufalé manželky.
Objevil se jako džin v pokračování filmu Aladin: Jafarův návrat a v animovaném televizním seriálu Aladin z roku 1994. Džinovi v Aladinovi propůjčil hlas Robin Williams a Castellaneta jeho nahrazení popsal jako „něco jako nastoupit do Hamleta poté, co to udělal Laurence Olivier. Jak můžete vyhrát?“ Hlas Džina propůjčil také v sérii videoher Kingdom Hearts. Castellaneta ztvárnil Aarona Spellinga ve filmu stanice NBC z roku 2004 Behind the Camera: The Unauthorized Story of Charlie's Angels, který sledoval skutečný příběh o tom, jak Spelling seriál vytvořil. Mezi další filmy, v nichž se Castellaneta objevil, patří Vůbec nic společného, Řekni cokoliv…, Space Jam, Simpsonovi ve filmu či Štěstí na dosah.
V roce 2000 získal cenu Annie za ztvárnění pošťáka v animovaném vánočním televizním speciálu Olive, the Other Reindeer. V roce 2006 se objevil v nezávislém filmu Jeffa Garlina I Want Someone to Eat Cheese With spolu s několika dalšími absolventy Second City.
Dne 22. února 2000 vyšlo jeho první hudební CD Two Lips, po němž následovalo 23. dubna 2002 jeho první komediální CD I Am Not Homer, na kterém spolu se svou ženou předvádí několik komediálních skečů. Většina skečů byla napsána a provedena ještě před nahráním CD a Castellaneta si myslel, že by bylo dobré je zachovat, „protože (on a Lacustová) je už moc nepředvádějí“.
Některé z nich pocházely z jejich série skečů v místní rozhlasové stanici v Chicagu a musely být prodlouženy z původních „dvouminutových kousků“, zatímco několik dalších byly jevištní skeče předvedené v komediálním klubu v Santa Monice. Občan Kane, skeč, v němž dva lidé diskutují o filmu Občan Kane s různými významy, navíc dvojice předvedla v umělecké galerii. Castellaneta poznamenal, že „už jsme věděli, že tyto skeče jsou vtipné, ale některé z nich jsme vypilovali a dotáhli“. Skeče vznikaly zásadně improvizací od základního bodu, přepisem výsledků a následnou úpravou do hotové scénky. Castellaneta zvolil název I Am Not Homer jako parodii na slavnou první autobiografii Leonarda Nimoye I Am Not Spock a také proto, aby ukázal, že většina uváděných komedií „není typickou komedií o Homerovi“.
Vedle své televizní a filmové práce se Castellaneta objevil v řadě divadelních představení. V roce 1992 hrál po boku své manželky ve hře Deb & Dan's Show. V roce 1995 začal Castellaneta psát hru Where Did Vincent van Gogh?, hru pro jednoho herce, v níž ztvárňuje tucet různých postav, včetně umělce Vincenta van Gogha. Poprvé hru oficiálně uvedl v roce 1999 v ACME Comedy Theatre v Los Angeles. V roce 2007 se objevil ve hře The Bicycle Men v londýnském King's Head Theatre.

## Osobní život
Castellaneta a jeho manželka Deb Lacustová dělí svůj čas mezi kalifornská města Los Angeles a Santa Barbara. Manželé se poprvé setkali na kurzu improvizační komedie v Chicagu ve státě Illinois.
Castellaneta je vegetarián, abstinent, věřící katolík a příznivec Demokratické strany. Pravidelně také cvičí a praktikuje taiči.

## Ocenění a nominace
| Rok  | Ocenění                             | Kategorie                                            | Role                                             | Seriál                                    | Výsledek  |
| ---- | ----------------------------------- | ---------------------------------------------------- | ------------------------------------------------ | ----------------------------------------- | --------- |
| 1992 | Cena Emmy                           | Vynikající hlasový projev                            | Homer Simpson, děda Simpson, různé další postavy | Simpsonovi: Cena lásky                    | vítězství |
| 1993 | Cena Annie                          | Vynikající individuální úspěch v oblasti animace     | Různé postavy                                    | Simpsonovi                                | vítězství |
| 1993 | Cena Emmy                           | Vynikající hlasový projev                            | Homer Simpson                                    | Simpsonovi: Pan Pluhař                    | vítězství |
| 2000 | Cena Annie                          | Vynikající mužský hlasový výkon v televizním seriálu | Pošťák                                           | Olive, the Other Reindeer                 | vítězství |
| 2004 | Stinkers Bad Movie Award            | Nejotravnější nelidská postava                       | Věc 1, věc 2                                     | Kocour                                    | nominace  |
| 2004 | Zlatá malina                        | Nejhorší pár na obrazovce                            | Věc 1, věc 2                                     | Kocour                                    | nominace  |
| 2004 | Cena Emmy                           | Vynikající hlasový projev                            | Různé postavy                                    | Simpsonovi: Krustyho zkouška z dospělosti | vítězství |
| 2004 | Young Artist Award                  | Nejpopulárnější rodič v televizním seriálu           | Homer Simpson                                    | Simpsonovi                                | vítězství |
| 2007 | Cena Sdružení amerických scenáristů | Animace                                              |                                                  | Simpsonovi                                | nominace  |
| 2009 | Cena Emmy                           | Vynikající hlasový projev                            | Homer Simpson                                    | Simpsonovi: Táta to ví nejhůř             | vítězství |
| 2010 | Cena Emmy                           | Vynikající hlasový projev                            | Homer Simpson, děda Simpson                      | Simpsonovi: Čtvrtky s Abiem               | nominace  |
| 2011 | Cena Emmy                           | Vynikající hlasový projev                            | Homer Simpson, Barney Gumble, Šáša Krusty, Louie | Simpsonovi: Krycí jméno Donnie Špekoun    | nominace  |
| 2015 | Cena Emmy                           | Vynikající hlasový projev postavy                    | Homer Simpson                                    | Simpsonovi: Bartův nový kamarád           | nominace  |